# Bomlitz
Bomlitz è una frazione (Stadtteil) della città di Walsrode, nel land della Bassa Sassonia, in Germania.

## Storia
Già comune autonomo nel circondario di Fallingbostel, il 1º luglio 1968 incorporò i comuni di Borg e Uetzingen, mentre il 1º marzo 1974 incorporò quelli di Ahrsen, Benefeld, Bommelsen, Jarlingen, Kroge; fu soppresso e unito a Walsrode 1º gennaio 2020.